# Чубушник венечный
Чубу́шник вене́чный (лат. Philadelphus coronarius) — кустарник, вид рода Чубушник (Philadelphus) семейства Гортензиевые (Hydrangeaceae).

## Распространение и экология
Родиной чубушника венечного является Северный Кавказ и страны Закавказья. На юге зарубежной Европы он стал одичавшим беглецом из культуры либо рос там изначально в очень немногих местах. Этот вид, возможно, имеет гибридное происхождение.

## Ботаническое описание

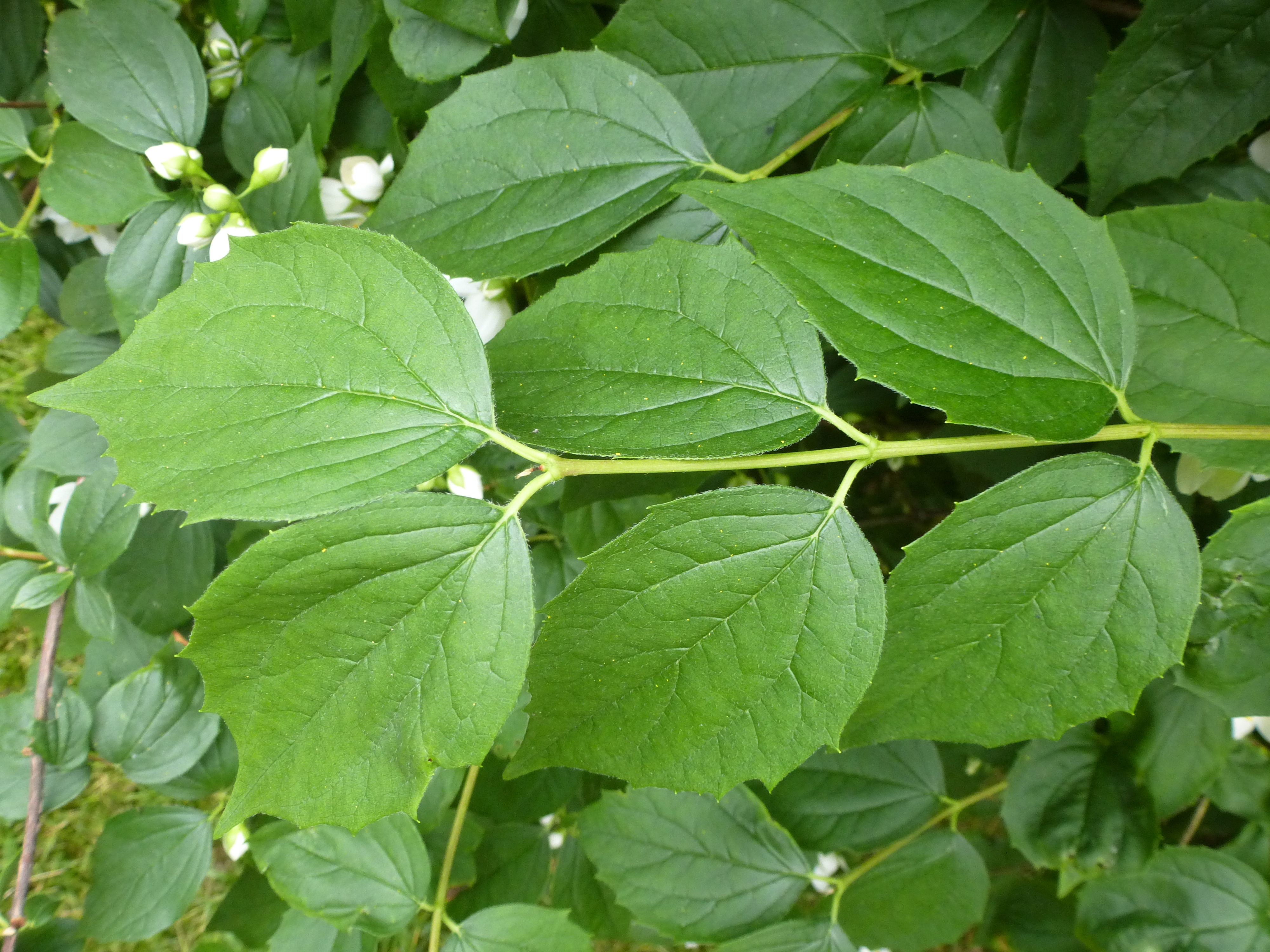
Листья чубушника венечного

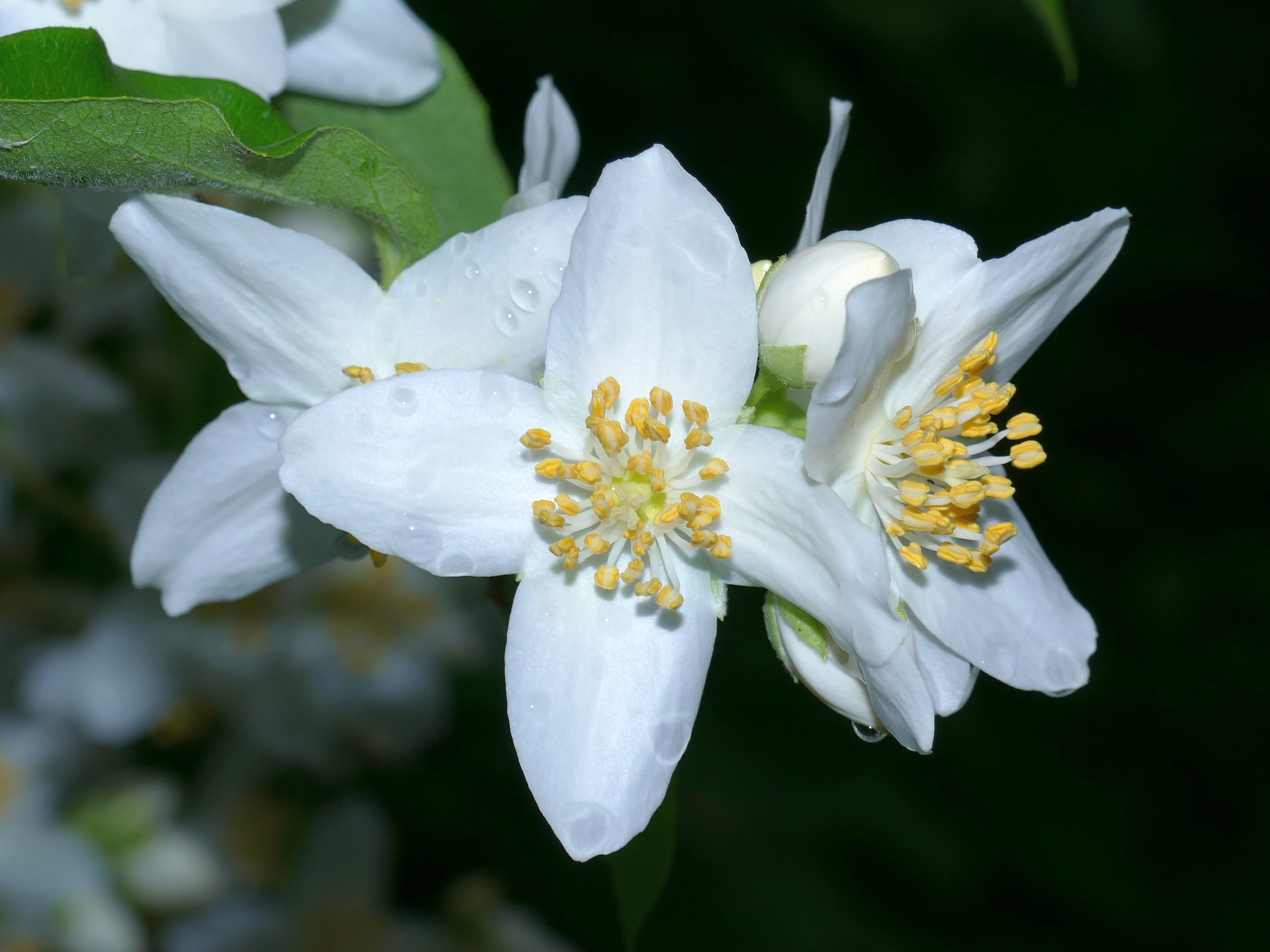
Цветки крупным планом

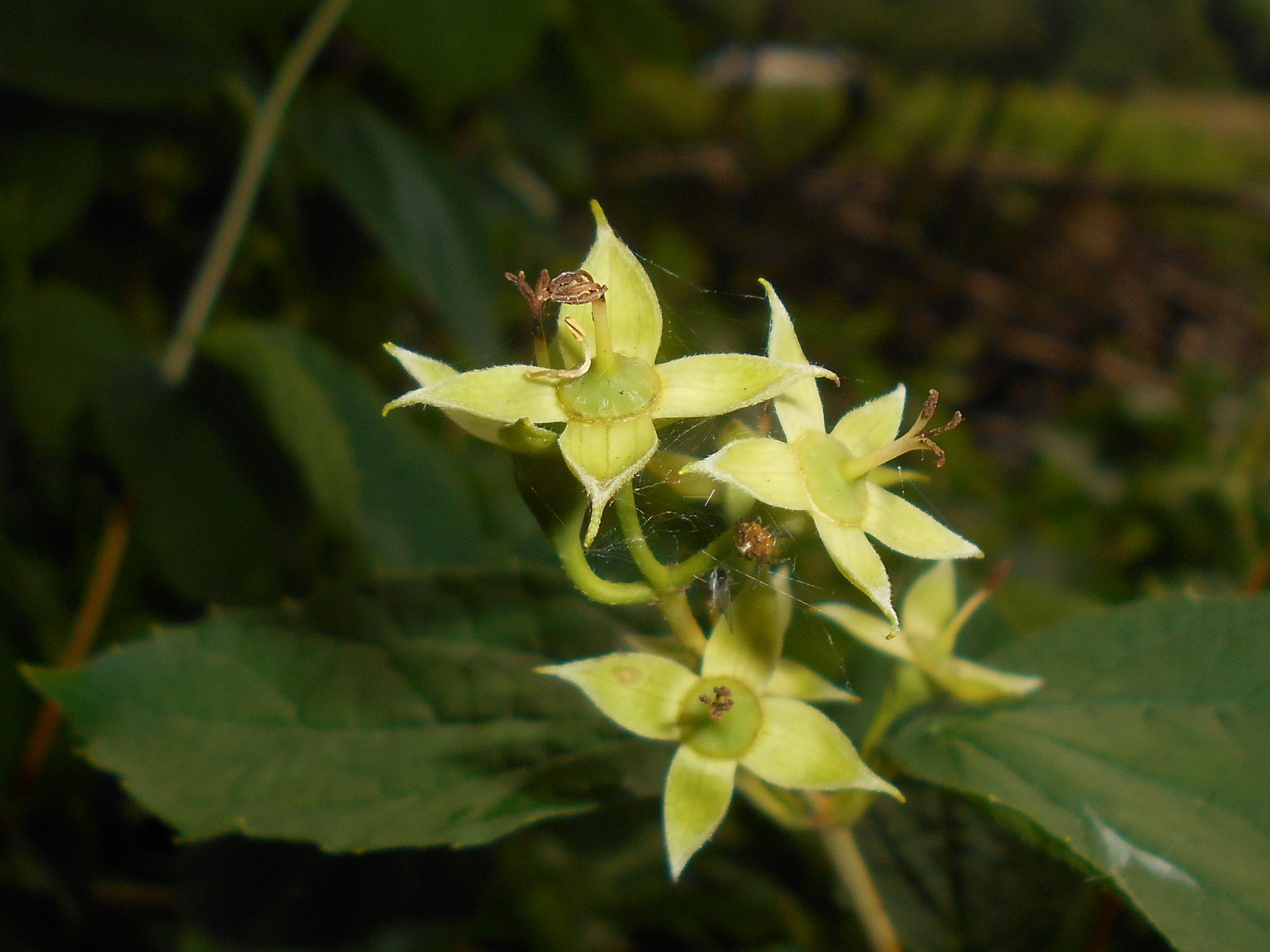
Плоды

Кустарник высотой до 3 м. Побеги голые, в молодости иногда опушённые. Кора старых ветвей коричнево-бурая, растрескивающаяся.
Листья расположены супротивно, яйцевидные или продолговато-яйцевидные, на вершине заострённые, с ширококлиновидным или закруглённым основанием, отдалённо зубчатые, 4—8(10) см длиной, 1,5—5 см шириной, сверху голые, снизу с пучками волосков в пазухах жилок, реже с опушёнными жилками.
Соцветия кистевидные, несут пять — девять цветков.
Цветки кремово-белые, 2,5—3,5 см в диаметре, сильно ароматные. Лепестки яйцевидные. Чашелистики и цветоножки опушённые или голые. Столбик сросшийся на 1⁄3 высоты.
Цветение в июне — июле, семена созревают в августе — октябре. Продолжительность цветения до 22 дней.
Плод — коробочка с многочисленными семенами. Хороший медонос.

## В культуре
В процессе многовековой культуры (с середины XVI века) получено большое количество садовых форм. Широко культивируют в садах и парках умеренного пояса всего земного шара.
В Главном ботаническом саду РАН с 1953 года. В 22 года высота была 2,5 м, диаметр кроны 150 см. Цветёт с пяти лет. Плоды созревают в первой половине октября. Размножается отводками, зелёными черенками, семенами, делением куста. Зимостойкость I—II. Жизнеспособность семян 100 %. Укореняется 100 % весенних черенков без обработки. Встречается в озеленении Москвы.

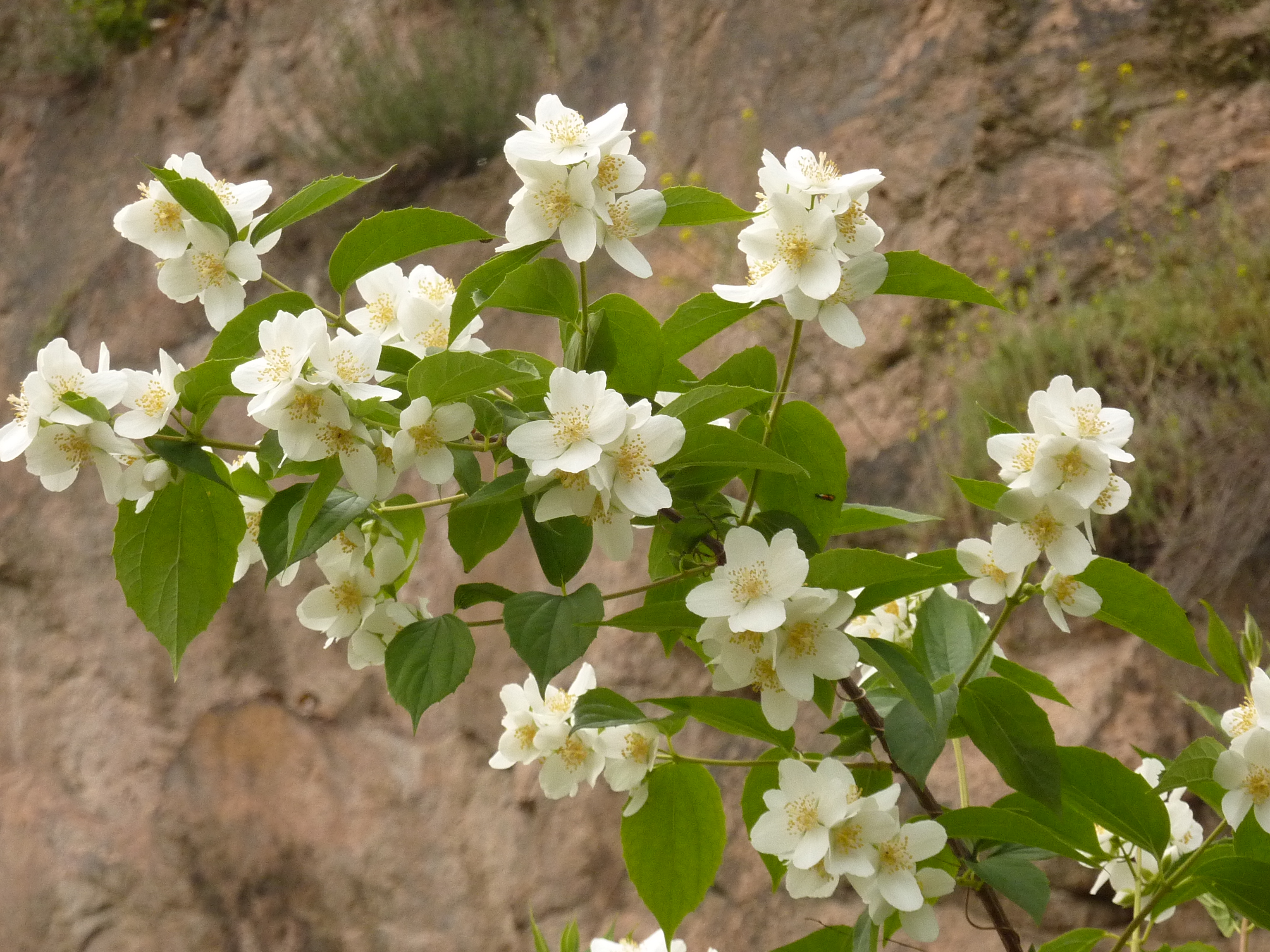
Цветущий чубушник венечный

В ботаническом саду Санкт-Петербурга испытание видов рода Чубушник в открытом грунте началось в XVIII веке, и первым видом, появившимся в каталоге сада в 1793 году, был наиболее распространённый в культуре чубушник венечный. В XIX веке были испытаны несколько разновидностей и форм этого вида: Philadelphus coronarius f. fl. plena Hort., Ph. c. var. zeyheri (Schrad.) Hartwig et Riimpler (= Philadelphus × zeyheri Schrad.), Ph. c. var. deutziaeflorus Hartwig, Ph. c. f. primulaeflorus (Carriere) Nichols. (= Ph. c. var. rosaeflorus Hort., Ph. c. var. dianthiflora plenus Hort.). В середине XX века выращивали Ph. c. var. duplex West. С 1988 года в коллекции имеется Ph. c. f. aurea Rehder (Ph. c. 'Aureus').
В СССР широко культивировали в садах и парках европейской части от Архангельска до южных границ, в Средней Азии, Западной Сибири.
Растёт быстро и обильно цветёт до 30-летнего возраста. К почвам не требователен, но не переносит засоления и застойного увлажнения. Как и многие чубушники, дымо- и газоустойчив, выносит морозы до −25 °С. В более суровые зимы обмерзает до высоты снежного покрова.

## Сорта

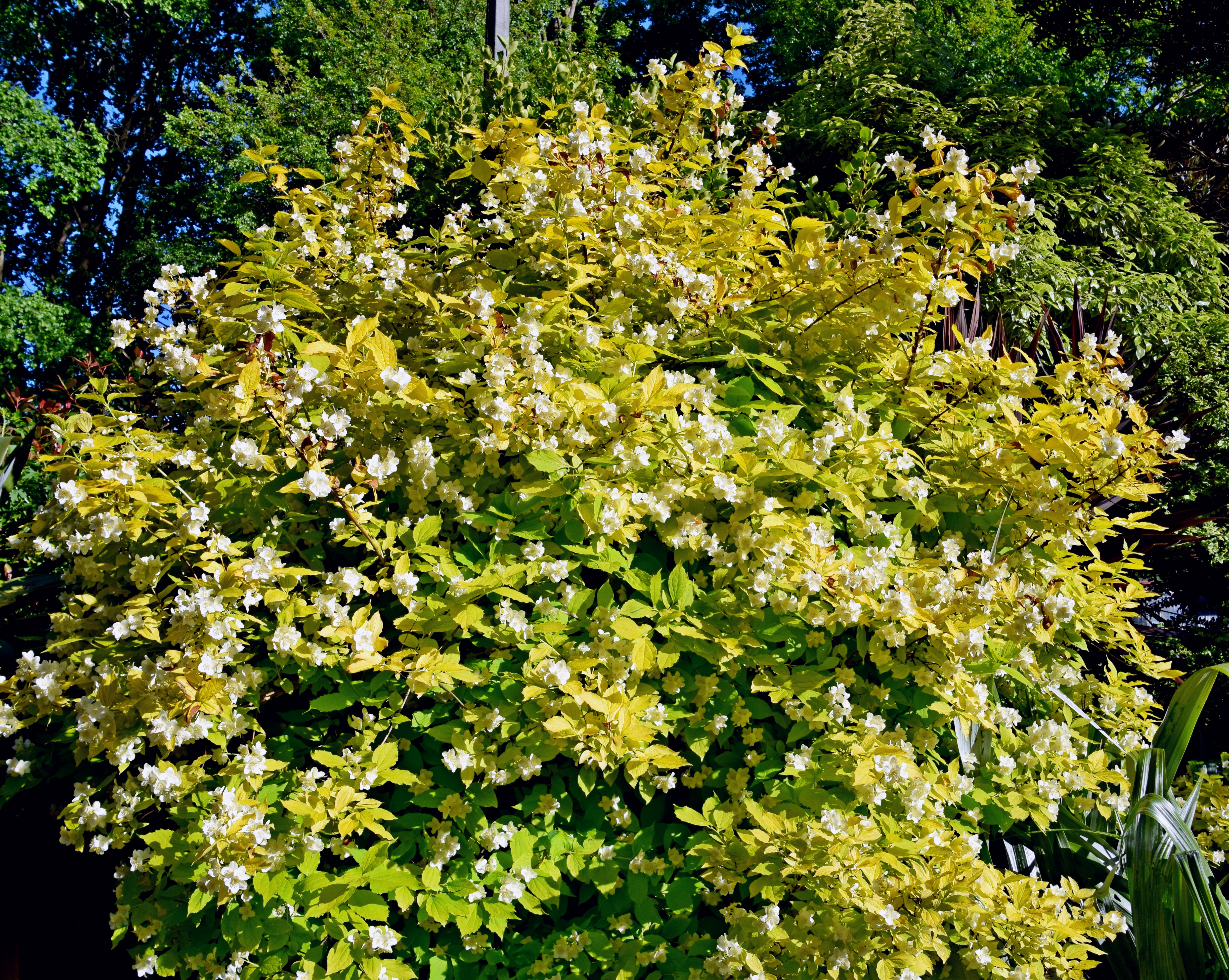
Чубушник венечный сорта «Aureus», общий вид цветущего растения

- 'Aureus'. Кустарник диаметром 2—3 м. Крона шаровидная. Весенняя листва ярко-жёлтая, позже зеленеет и становится зеленовато-жёлтой. Осенью листья опадают, практически не меняя летней окраски. Эффектен весь сезон. Цветки не очень заметны на фоне светло-жёлтых листьев. Каждые 2-3 года для улучшения цветения удаляют старые побеги. В ГБС с 1950 года. В 37 лет высота 2,4 м, диаметр кроны 250 см. Не цветёт. Зимостойкость высокая. Укореняется до 100 % летних черенков без обработки. В озеленении встречается редко[3].
- 'Innocence'. Компактный куст высотой до 2 метров с одиночными простыми, белыми, ароматными цветами. Листья местами имеют сливочно-белую пятнистость[3].
- 'Variegatus' (syn.: 'Bowles Variety'). Кустарник до 3 м высотой. Листья с кремово-белым неравномерным широким окаймлением[3].
- 'Duplex'. Кустарник до 1 м высотой, диаметр кроны 170 см. В ГБС не цветёт. Зимостойкость высокая. Укореняется 90 % весенних черенков без обработки[3].